# Konkylie
Konkylier eller forgællesnegle har traditionelt været defineret som en underklasse af bløddyr, hvis videnskabelige navn var Prosobranchia. Prosobranch betyder gæller foran (hjertet). Den overvejende del af forgællesnegle har skaller med et spir, der er højresnoet i en spiral. Forgællesnegle kan findes i havet, i ferskvand og i enkelte tilfælde på land. I den nu gældende taksonomi indgår forgællesnegle i forskellige underklasser af klassen snegle (Gastropoda). Forgællesnegle i familien Strombidae, der tæller mange arter i troperne, kan have meget formrige skaller.

## Skallen
Forgællesneglens skal er bygget op af tre lag:
Det indre lag (hypostracum) er af perlemor.
Det midterste lag (ostracum) er af kalk.
Det yderste lag (farvelaget; periostracum) udgøres af organiske makromolekyler, hvor proteinerne conchiolin skaber en matrix, der binder de pigmenter, der giver konkylien farver og mønster.
Farverne og mønstrene på farvelaget afhænger af konkyliens føde og levevis. I danske have er de ikke så mønstrede og farverige som i varmere have. Dog kan man i Danmark finde konkylier med en del farver og mønstre, eksempelvis topsnegl (Gibbula cineraria) og pelikanfod (Aporrhais pespelicani).
Når forgællesneglen klækkes, starter den med at være i en larveskal og vokser derefter rundt om sin egen akse. Når sneglen dør, kan skallen blive hjem for en eremitkrebs, en slags krabbe, som ikke har skjold derfor må beskytte sin bløde bagkrop mod fjender og rovdyr.

## Mennesker og konkylier
Konkylien kan med sin spiralsnoede struktur fascinere matematikere.
Til de første mennesker, der samlede på konkylier, hørte Aristoteles og andre græske filosoffer. Aristoteles skrev den første bog om skallerne og deres verden.
I 1700-tallet blev det populært at samle på konkylier. I Danmark er Moltkes samling berømt. I renæssancen blev antikke samlinger fundet i templer.
Populære konkylier er porcelænssneglene (Cypraeidae) og keglesneglene (Conidae). Nogle konkylier, der er sjældne og/eller lever på svært tilgængelige steder, kan være værdifulde for samlere.

### Forskellig anvendelser af skaller fra bløddyr
De sidste 8.000 år:64  har indfødte amerikanere brugt skaller af havsnegle til fremstilling af kunstperler i forskellige former.:79 
Konkylier har igennem historien været anvendt som redskaber, penge, våben, pynt, vandkar, badekar og døbefonte, lampeskærme og piber. Konkylier er blevet anvendt og anvendes fortsat som værktøj på grund af deres forskellige størrelser og former.
Kæmpemuslinger (Tridacna gigas) har man anvendt som badekar og døbefont. Andre mindre medlemmer i denne familie er populære som skåle.
Melonsneglen (Melo melo) har været brugt som øser af øboere i Australien.
Nogle er brugt som olielamper: Olien hældes i skallen, og den sifonale kanal tjener som holder til vægen.
Skaller er en billig kilde til kalk, og skaller som fx østers, brugt som jordbehandlingsmidler i gartnerier og haver. De knuste skaller spredes på jorden for at forhøje kalkindholdet og dermed pH-værdien i jorden.

### I religion
I kristendommen er kammuslingen (Pecten jacobaeus) symbol på sankt Ib (Jacob) og kaldes af den grund også for ibskal.
Mississippikulturen lader til at have tillagt konkylier en særlig evne til at befordre afdøde folks indtræden i efterverdenen.:84  Nitten højlagde folk i Cahokia blev f.eks. dækket med mere end 32.700 perler i rørform fremstillet af konkylier fra havsneglen Sinistrofulgur sinistrum.:65  I andre oprindelige kulturer fra Florida til Texas:13944  understøttede konkylier tilsyneladende de levendes kontakt med ellers utilgængelige ånderiger. Gennem århundreder brugte indfødte bl.a. drikkebægre lavet af konkylier til den koffeinholdige Black Drink af kristtjørn, som blev indtaget i forbindelse med forskellige ritualer.:13948 

### I kunst
Kunst og arkitektur er også inspireret af konkyliernes organiske former. Taget på operahuset i Sydney er muslingeformet. Vindeltrappens struktur minder om et sneglehus. Skaller har langt tilbage i historien været anvendt til at udsmykke bygninger. I Spanien ligger slottet Casa de las conchas, som er smukt dekoreret med kammuslinger.
De kan også bruges til smykker, kameer. De er hvide med et let lyserødt skær.

### Som musikinstrumenter
I tropiske egne af verden har trompetsneglen (Charonia tritonis) og hjelmsneglen (Casis cornuta) været anvendt til at spille på. I antikken brugte græske fårehyrder trompetsneglen til at kalde fårene sammen med, og de blev brugt til at spille sørgemelodier under begravelser.

### Som talisman og amuletter
I folketroen har man anset skaller af bløddyr for at kunne bringe held. Et eksempel er porcelænssneglen (Cypraea), der på undersiden har form som den kvindelige kønsåbning , og dermed symboliserer frugtbarhed. Skorpionsneglen (Lambis chiragra) er i Japan blevet hængt over hoveddøren for at beskytte mod brand. I det gamle romerrige blev porcelænssneglen Cypraea pantherina placeret over indgangen til Korinths piger.
I Mellemøsten har skaller været anvendt som amuletter, der skulle afværge ondt og bringe lykke.